# Ниньчудзи
Ниньчудзи (Иниюзи, Инцюзи) — река в России, течёт по территории Ловозерского района и ЗАТО город Островной Мурманской области. Правый приток Иоканги. Длина реки — 18 км, площадь водосборного бассейна — 70,6 км².

## Данные водного реестра
По данным государственного водного реестра России относится к Баренцево-Беломорскому бассейновому округу, водохозяйственный участок реки — реки бассейна Баренцева моря от восточной границы бассейна реки Воронья до западной границы бассейна реки Иоканга (мыс Святой Нос). Речной бассейн реки — бассейны рек Кольского полуострова, впадает в Баренцево море.
Код водного объекта в государственном водном реестре — 02010000912101000005372.